# William Pepperrell
Sir William Pepperrell (Kittery Point, 27 giugno 1696 – Kittery Point, 6 luglio 1759) è stato un condottiero, mercante e politico statunitense, celebre soprattutto per aver organizzato, finanziato e guidato le truppe dei coloni americani nella battaglia di Louisbourg del 1745, durante la Guerra di Re Giorgio.
Nato a Kittery Point, nella cittadina di Kittery, nello stato del Maine (che tuttavia faceva allora parte dello stato del Massachusetts), suo padre, William Pepperrell, era un colono americano di origini gallesi, costruttore di imbarcazioni da pesca e pescatore egli stesso, mentre sua madre, Margery Bray, era figlia di un mercante locale.